# 思南宣慰司
思南宣慰司，明玉珍时析思州宣慰司地置，治所在水特姜（今思南县）。辖境约当今贵州省思南、德江、印江、沿河、务川等县地。永乐十一年（1413年）改为思南府。